# Natuurmuseum Groningen

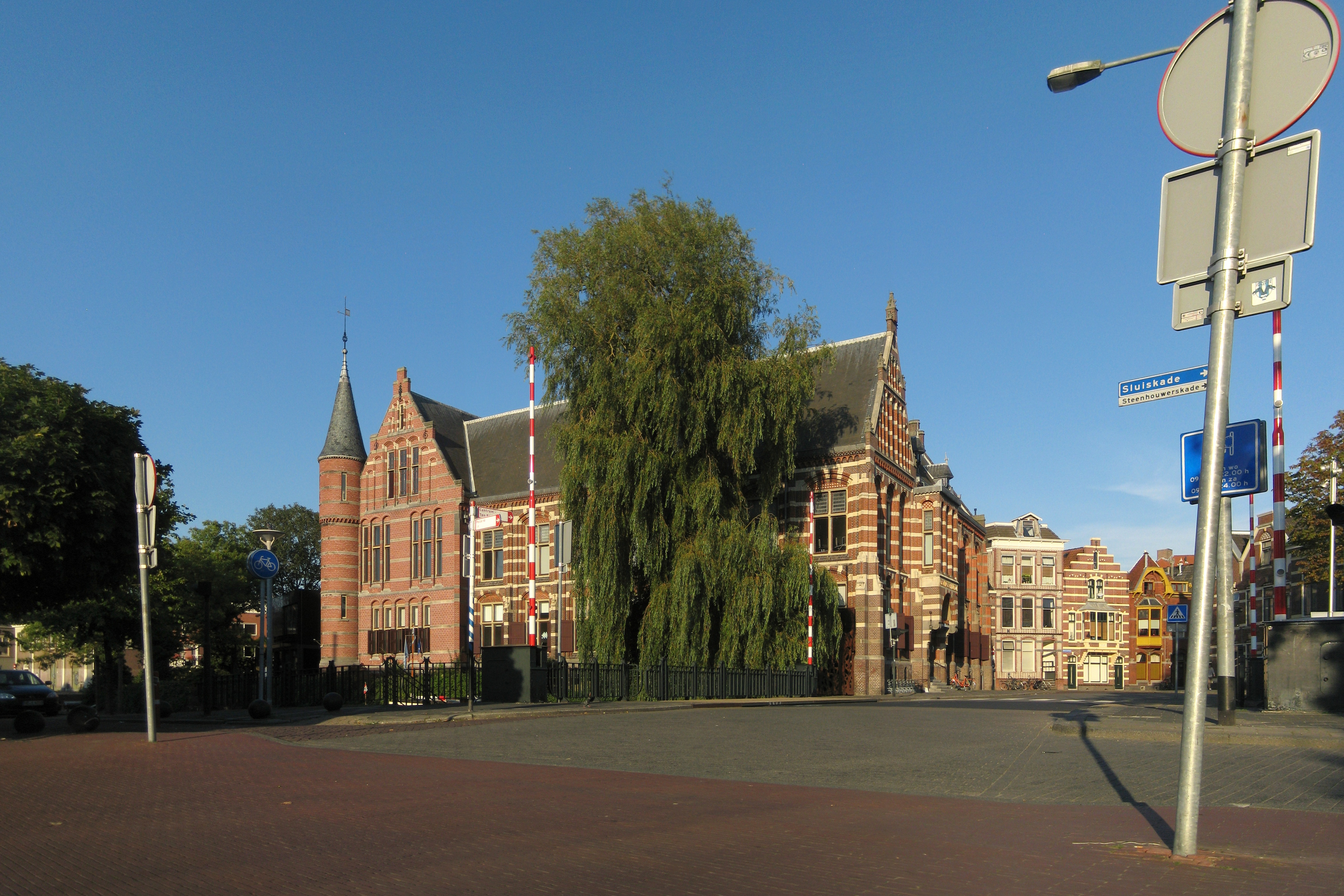
Het gebouw van het voormalige Natuurmuseum aan de Praediniussingel in 2012

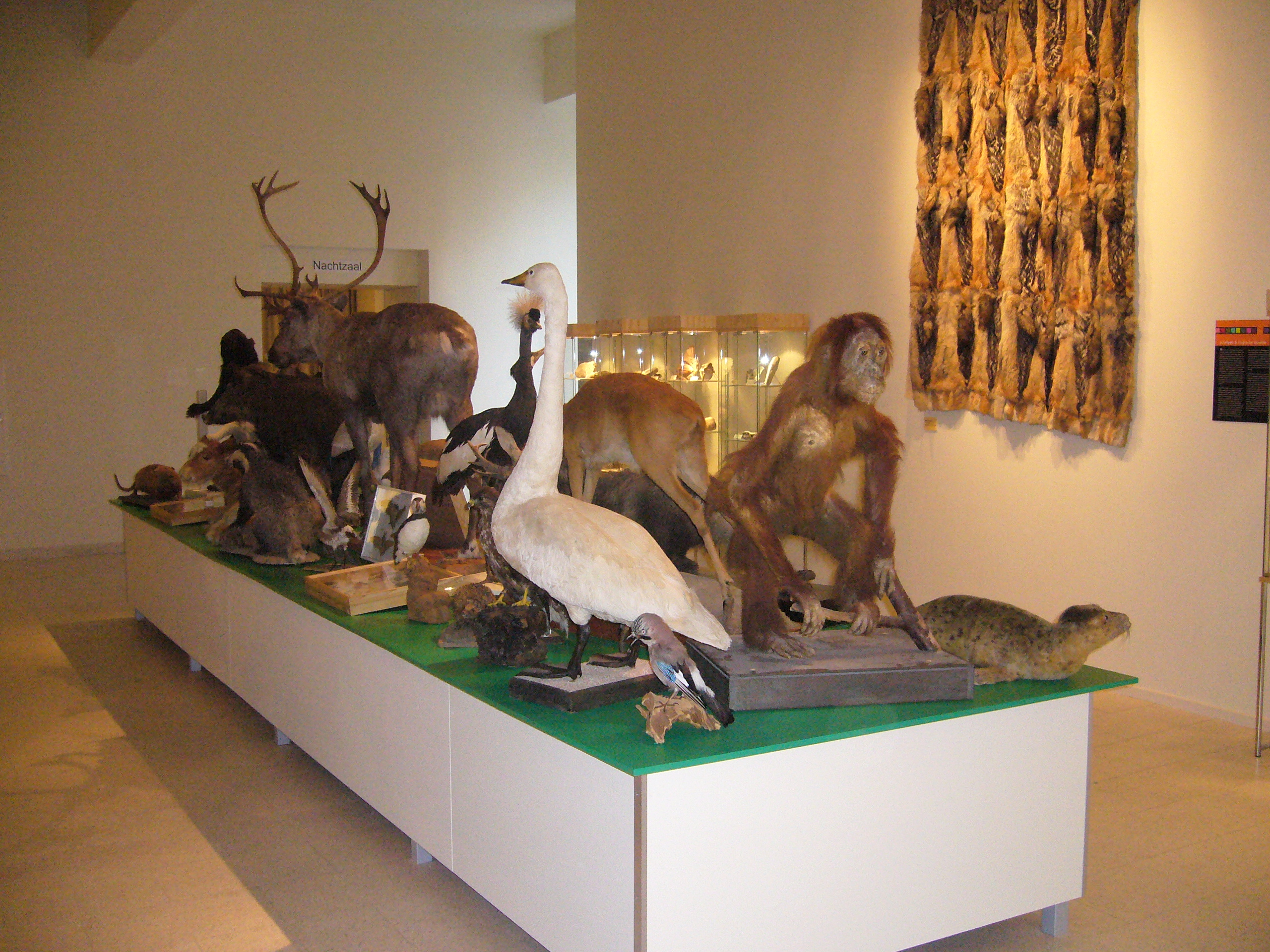
Een deel van de collectie in de vaste opstelling in 2006

Het Natuurmuseum Groningen was een natuurmuseum in de Nederlandse stad Groningen. Het museum beschikte over een bezoekerscentrum en een museumbibliotheek. Voor basisscholen en scholen voor het voortgezet onderwijs waren er diverse activiteiten.

## Geschiedenis
In 1929 besloot de Groninger afdeling van de Koninklijke Nederlandse Natuurhistorische Vereniging, de Vereniging Groninger Natuurhistorisch Museum, tot de oprichting van een museum. In 1932 opende het samen met het Noordelijk Scheepvaartmuseum als Natuurhistorisch Museum Groningen zijn deuren in het Goudkantoor. In 1940 werd het verplaatst naar het Prinsenhof, alwaar het onbedoeld aan de basis stond van het eerste Groninger poppodium, 't Krotje. Een conservator regelde namelijk clandestien dat zijn zoon en vrienden er een lokaaltje konden gebruiken, totdat de gemeente erachter kwam en het verbood. In 1966 verhuisde het museum naar de voormalige kleuterschool de Klimroos aan de Agricolastraat 9. In 1971 werd het een gemeentelijke instelling en stapte de vereniging uit het bestuur.
In 1980 werd het museum verplaatst naar het pand Sint Walburgstraat 9. In 1995 verhuisde het uiteindelijk naar het voormalige pand van het Groninger Museum aan de Praediniussingel, waar het geopend werd door leerlingen van basisschool De Radar. Daarbij was ook Gerda Havertong aanwezig. Het museum liep echter slecht en in juni 2007 maakt de directie bekend dat het zou worden gesloten. Op 23 december 2007, de laatste dag waarop het geopend was, trok het museum een recordaantal bezoekers. Op 1 januari 2008 sloot het voorgoed zijn deuren. De schooltuinen van het museum blijven wel bestaan.
De wetenschappelijke collectie werd overgebracht naar het Universiteitsmuseum en de gebruikscollectie naar de in dat jaar opgerichte OCSW-gemeentedienst Natuur- en Duurzaamheidseducatie (NDE). dat gevestigd is in het nieuwe bezoekerscentrum Boerderijum in Beijum.

## collectie
De vaste collectie bestond uit:
- Geologie
- Zeedieren
- Insecten (vlinders)
- Bos en hout
- Zoogdieren
- Vogels
- Bijzondere objecten